# Anastrepha maya
Anastrepha maya
 es una especie de insecto díptero que Hernandez-Ortiz describió científicamente por primera vez en el año 2004.
Esta especie pertenece al género Anastrepha de la familia Tephritidae.